# Giuseppe Baresi
Giuseppe Baresi, född 1958 i Travagliato, Italien, italiensk fotbollsspelare,
Giuseppe Baresi växte tillsammans med sin yngre bror Franco Baresi upp i Travagliato utanför Brescia. 1974 provspelade båda bröderna för Inter men Giuseppe och inte Franco fick kontrakt med klubben. Säsongen 1977-1978 gjorde han debut för Inter i Serie A och spelade under 16 säsonger 559 ligamatcher för A-laget fram till 1992. I Inter var han lagkapten och blev italiensk mästare två gånger (1980, 1989) och cupmästare två gånger (1978, 1982). Han avslutade karriären i Modena 1994. Baresi spelade 18 A-landskamper för Italien (1979-1986) och var med i Mundialito 1980, VM 1986 och EM 1980. 